# Milena Salvini
Pour les articles homonymes, voir Salvini.
Milena Salvini (née le 23 avril 1933 à Milan et morte le 25 janvier 2022 à Paris) est une danseuse française d'origine italienne, interprète et professeure de danse classique de l'Inde. 
Connue pour sa promotion des arts indiens et en particulier ses actions de promotion du théâtre dansé indien et du kathakali, elle a reçu en 2019 la quatrième plus haute distinction civile de l'Inde, la Padma Shri.

## Biographie
Milena Salvini est née le 23 avril 1933 à Milan. Son père meurt quand elle a quatre ans. Sa mère, pianiste d’origine française, l'emmène en France où elle commence à apprendre la musique. Elle étudie également la danse moderne, se produisant avec les Ballets contemporaines de Karin Waehner, dans Sensemaya de Sarah Pardo en 1963.
Mais elle découvre, par des spectacles programmés au Théâtre de la Ville, à Paris, la danse classique de l’Inde qui incorpore de la musique et un jeu théâtral codé. En 1962, elle obtient une bourse de deux ans pour découvrir ces danses en Inde. Elle opte finalement pour le kathakali, et se forme au centre d’apprentissage faisant référence, le Kerala Kalamandalam.  Elle est la première Française admise au sein de cette école et étudie auprès de Padmanabhan Nair (en). À son retour en France, elle organise une tournée de la troupe Kathakali du Kalamandalam sous les auspices de l’Unesco.
Elle épouse l’architecte Roger Filipuzzi en 1974.
En 1975, elle fonde, avec son mari, le Centre Mandapa à Paris en 1975, pour faire connaître la danse classique indienne, promouvoir des arts du spectacle traditionnels et contemporains, et faire découvrir l’art oral et l’univers du conte,. En 1980, elle a fait voyager la troupe de kutiyattam du Kalamandalam en Europe, avec un financement de l'Unesco. En 1985, elle organise avec son mari, au Théâtre de l’Odéon, Les 24 Heures du raga, avec des artistes venus de l’Inde du Nord, dont les Frères Dâgar, interprètes de chant dhrupad, et le joueur de bansurî Hariprasad Chaurasia. En 1999, une autre tournée de Kutiyattam qu'elle organise conduit l'Unesco à encourager une candidature pour inscrire cet art à la liste représentative du patrimoine culturel immatériel de l'humanité, alors en cours de mise en place. Le kutiyattam est officiellement inscrit à cette liste en mai 2001. En 2000, pour le passage au nouveau millénaire, Milena Salvini réédite l’idée du Théâtre de l’Odéon, mais cette fois au Théâtre du Soleil, avec l’appui d'Ariane Mnouchkine. Puis en 2011, à nouveau avec la complicité d'Ariane Mnouchkine, elle propose une Nuit carnatique, avec vingt-huit heures de musique indienne, et 22 musiciens, au Théâtre de l'Aquarium.
Milena Savini est également l’auteure d’ouvrages. Elle a produit des documentaires, et a contribué au Dictionnaire universel des créatrices. Elle a reçu en 2019 la quatrième plus haute distinction civile de l'Inde, la Padma Shri,. Sa fille, Isabelle Anna Salvini, est également danseuse classique indienne, spécialisée en kathak.
Depuis le 8 juin 2023, il existe une place Milena-Salvini dans le 13e arrondissement de Paris.

## Publications (sélection)
- L'histoire fabuleuse du théâtre Kathakali à travers le Ramayana, Jacqueline Renard, 1990.
- La fabuleuse histoire du kathakali : à travers ses techniques, Paris/Paris, Riveneuve, 2017, 211 p. (ISBN 978-2-36013-449-6).

## Production de documentaires
- [vidéo] « L’épopée du Mahabharata, théâtre dansé Kathakali », 1978.
- [vidéo] « Kutiyattam : le plus vieux théâtre-dansé du monde », 1994.